# Геницуриб
Геницуриб (авар. ГеницӀороб) — село (аул) в Шамильском районе Дагестана. Входит в состав сельского поселения «Сельсовет „Телетлинский“».

## Географическое положение
Расположено в 14 км к востоку от районного центра села Хебда, на левом берегу реки Телетльтляр.

## Население
| 1939 | 1970 | 1989 | 2002 | 2010 | 2021 |
| ---- | ---- | ---- | ---- | ---- | ---- |
| 45   | ↗86  | ↘77  | ↗110 | ↘101 | ↗140 |